# Ublik
Ublik (deutsch Ublick) ist ein polnisches Dorf, das zur Verwaltungseinheit Orzysz (Arys) gehört und  im Kreis Pisz (Johannesburg) innerhalb des Verwaltungsbezirks Mrmińsko-Mazurskie (Ermland-Masuren) liegt.

## Geographische Lage
Ublik liegt am Westufer des Ublick-Sees (polnisch Jezioro Ublik Mały) in der östlichen Mitte der Woiwodschaft Ermland-Masuren. Bis zur Kreisstadt Pisz (deutsch Johannisburg) sind es 30 Kilometer in südlicher Richtung.

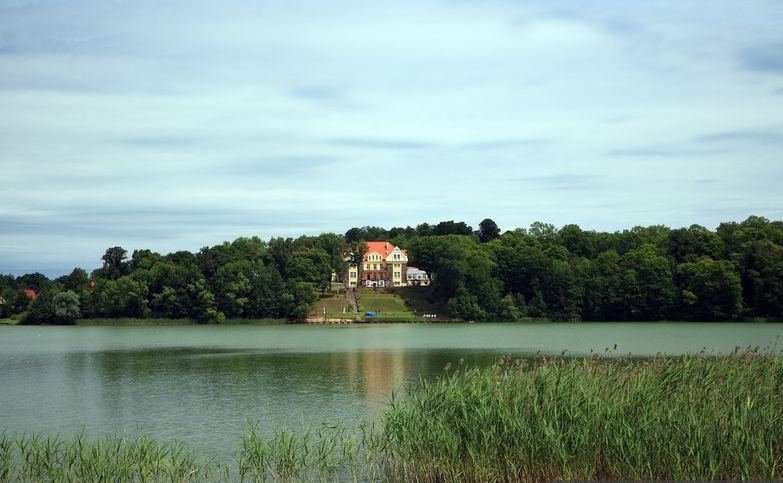
Ublik am Jezioro Ublik Mały (Ublicker See)

## Geschichte
Ublick wurde 1539 gegründet – als Freigut zu köllmischem Recht. Das Gut Ublick entwickelte sich zu einem sehr großen Gut und war von 1788 bis in die 1920er Jahre im Besitz der Familie Kullak-Ublick, bevor es die Gebrüder Engelmann als letzte deutsche Besitzer übernahmen. Das Gut umfasste zuletzt 1.524 Hektar Land mit fünf Vorwerken, einer Brennerei und einer Kartoffel-Trocknungsanlage.
Am 8. April 1874 wurde Ublick Amtsdorf und namensgebend für einen Amtsbezirk. Er bestand bis 1945 und gehörte zum Kreis Johannisburg im Regierungsbezirk Gumbinnen (ab 1905: Regierungsbezirk Allenstein) in der preußischen Provinz Ostpreußen.
Im Jahre 1910 waren im Gutsbezirk Ublick 263 Einwohner registriert. Am 30. September 1928 wurde der Gutsbezirk Ublick in eine Landgemeinde gleichen Namens umgewandelt. Die Einwohnerzahl belief sich 1933 auf 256 und stieg bis 1939 auf 320.
Aufgrund der Bestimmungen des Versailler Vertrags stimmte die Bevölkerung im Abstimmungsgebiet Allenstein, zu dem Ublick gehörte, am 11. Juli 1920 über die weitere staatliche Zugehörigkeit zu Ostpreußen (und damit zu Deutschland) oder den Anschluss an Polen ab. In Ublick stimmten 160 Einwohner für den Verbleib bei Ostpreußen, auf Polen entfielen keine Stimmen.
Die Wehrmacht übernahm Ublick und richtete ein Militärgenesungsheim ein, mit dessen Leitung vom Frühsommer 1941 bis Anfang 1945 Pfarrer Heinz Dembowski, seinerzeitiger Leiter der Carlshöfer Anstalten bei Rastenburg (polnisch Ketrzyn) beauftragt war. In diesem Heim erholte sich der Schriftsteller Günter de Bruyn von einer Lungenentzündung im Sommer 1944.
Als 1945 in Kriegsfolge das gesamte südliche Ostpreußen an Polen überstellt wurde, betraf das auch das Dorf Ublick. Es erhielt die polnische Namensform „Ublik“ und ist heute Sitz eines Schulzenamtes (polnisch Sołectwo) und somit eine Ortschaft im Verbund der Stadt- und Landgemeinde Orzysz (deutsch Arys) im Powiat Piski (Kreis Johannisburg), bis 1998 der Woiwodschaft Suwałki, seither der Woiwodschaft Ermland-Masuren zugehörig.

### Amtsbezirk Ublick (1874–1945)
Der Amtsbezirk Ublick war ursprünglich in zwei Kommunen gegliedert: den Gutsbezirk Lötzen, Domänenamt, und den Gutsbezirk Ublick. Am 1. September 1931 allerdings bestand er nur noch aus dem – inzwischen zur Landgemeinde umgewandelten – Dorf Ublick selbst. So blieb es bis zum Jahre 1945.

## Kirche
Bis 1945 war Ublick in die evangelische Kirche Arys in der Kirchenprovinz Ostpreußen der Kirche der Altpreußischen Union sowie in die römisch-katholische Kirche Johannisburg (polnisch Pisz) im Bistum Ermland eingepfarrt.
Heute gehört Ublik katholischerseits zur Pfarrei in Orzysz im Bistum Ełk der Römisch-katholischen Kirche in Polen. Die evangelischen Einwohner halten sich zur Kirchengemeinde in der Kreisstadt Pisz in der Diözese Masuren der Evangelisch-Augsburgischen Kirche in Polen.

## Schule
Ublick wurde im Jahre 1845 Schulort.

## Sehenswürdigkeiten

### Gutshaus

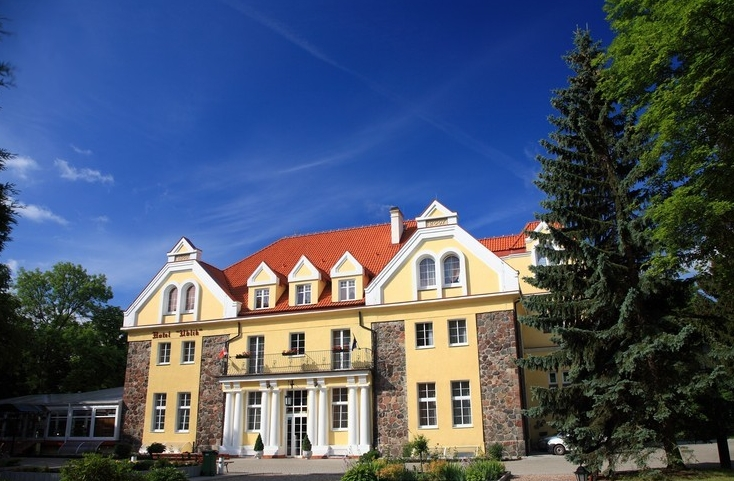
Das ehemalige Gutshaus Ublick und jetzige Hotel in Ublik

Das heute noch existierende Gutshaus in Ublick entstand neogotisch im 19. Jahrhundert. Im Ersten Weltkrieg wurde das Gebäude teilweise zerstört und man baute es neobarock unter Verwendung vieler Feldsteine wieder auf. 1945 brannte das Haus wieder aus. Ein erneuter Wiederaufbau unter Einbeziehung der noch stehenden Außenmauern erfolgt in den 1960er Jahren. Diente es übergangsweise als Erholungsheim, so fungiert es heute als Hotel und befindet sich in Privatbesitz.

### Parkfriedhof

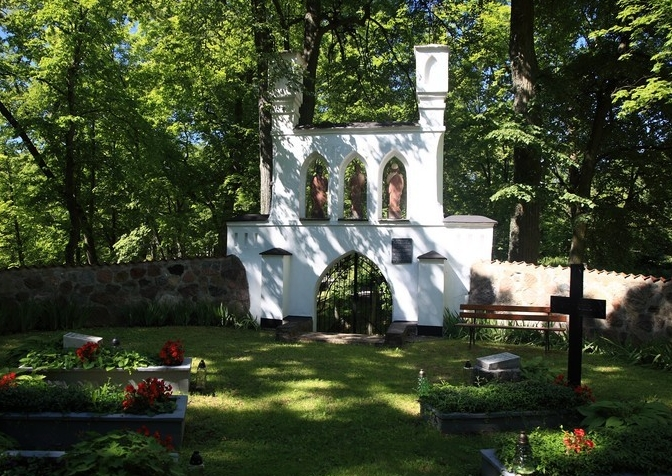
Eingangstor zum Friedhof

In den Jahren 1992 und 1993 hat man den Parkfriedhof am hohen Seeufer mit Grabstätten der Familie Kullak-Ublick wieder hergestellt. Er wird umgrenzt von einer Steinmauer mit einem neogotischen Eingangstor, in dessen Bekrönung die Figuren des Christus, Petrus und Paulus zu sehen sind. Es handelt sich dabei um Kopien, die Originale befinden sich im Museum in Pisz (Johannisburg).

## Verkehr
Ublik liegt westlich der verkehrstechnisch bedeutenden polnischen Landesstraße 63 (einstige deutsche Reichsstraße 131), von der aus der Ort über die Nebenstraße 1698N, die als Landweg weiter bis nach Buwełno (Buwelno, 1938 bis 1945 Vorwerk Ublick) und Cierzpięty (Czierspienten, 1905 bis 1945 Seehöhe) führt, zu erreichen.
Eine Bahnanbindung besteht nicht mehr. Ublik war von 1905 bis 1945 Bahnstation an der Bahnstrecke Lötzen–Johannisburg, die in Kriegsfolge stillgelegt und teilweise demontiert worden ist.